# Емахагва (Порторико)
Емахагва (шп. Emajagua) град је у америчкој острвској територији Порторико, острвској држави Кариба.

## Демографија
По попису из 2010. године број становника је 2.857, што је 242 (-7,8%) становника мање него 2000. године.
| Група             | 2000.         | 2010.         |
| Белци             | 3 (0,1%)      | 12 (0,4%)     |
| Афроамериканци    | 676 (21,8%)   | 866 (30,3%)   |
| Азијати           | 1 (0,0%)      | 1 (0,0%)      |
| Хиспаноамериканци | 3.091 (99,7%) | 2.842 (99,5%) |
| Укупно            | 3.099         | 2.857         |